# Thisted Bredning
Thisted Bredning er den del af Limfjorden, der befinder sig mellem Vilsundbroen og Feggesund. Det ca. 85 km2 store farvand mellem Mors og Thy har vanddybder op til 10 meter. Nord for bredningen findes byerne Thisted og Sennels, og nord for halvøen Sennels Hage ligger bugten Hovsør Havn, og bag en dæmning mod nordvest Lønnerup Fjord; mod nord, bag en anden dæmning ligger Østerild Fjord. Den nordøstlige afgrænsning hedder Arup Holm og Feggesund Nord, og nordøst for Feggesund fortsætter Limfjorden via Amtoft Vig til Løgstør Bredning.
På sydsiden af Thisted Bredning på øen Mors ligger den 61 meter høje molersklint Hanklit, og nord for Sø Bugt, hvor kysten svinger mod nord, ligger pynten Skarrehage, hvor 238 ha. er udlagt som vildtreservat, og hvor der er molersfabrik og museum. Thisted Bredning afgrænses på Mors-siden mod nordøst af Feggeklit, og den yderste spids af Mors Feggerøn.
Den nordøstlige del af bredningen (med vestgrænse mellem Sennels Hage og et punkt lidt syd for Skarre Hage) er en del af Natura 2000-område nummer 16: Løgstør Bredning, Vejlerne og Bulbjerg, og er udpeget til både Ramsarområde, EF-fuglebeskyttelsesområde og EF-habitatområde.

## Eksterne kilder og henvisninger
- Natura 2000-område nummer 16: Løgstør Bredning, Vejlerne og Bulbjerg. Arkiveret 31. maj 2011 hos  Wayback Machine

- Wikimedia Commons har flere filer relateret til Thisted Bredning

56°55′N 8°45′Ø / 56.917°N 8.750°Ø